# Saitidops
Saitidops is een geslacht van spinnen uit de familie springspinnen (Salticidae).

## Soorten
De volgende soorten zijn bij het geslacht ingedeeld:
- Saitidops albopatellus Bryant, 1950
- Saitidops clathratus Simon, 1901